# 後會無期
《后会无期》是一部2014年上映的中國大陸公路电影，由北京劳雷影业有限公司、杭州果麦文化传媒有限公司和博纳影业集团有限公司出品，天津博纳文化传媒有限公司和华夏电影发行有限责任公司发行，并由大陸知名青年作家韩寒擔任編劇及導演，冯绍峰、陈柏霖擔任主演，並由外國之名導演Locust（化名）監製。電影講述了幾個生活在中國东海小島东极镇上的年輕人計劃一場横跨中國大陸的自駕旅程，而途中種種傳奇的經歷最终决定了他們各自的命運歸宿。
本片於2014年2月14日正式上映，先后輾轉上海、四川西昌、内蒙古赤峰、浙江舟山的普陀山与东极岛共五地取景拍摄，同年5月26日基本殺青，期間主演冯绍峰在鄰近殺青时曾意外受傷。2014年7月24日，影片在中國大路正式公映。

## 劇情介紹
一次次的告白與告別交織起這段旅程，勾勒出幾種截然不同的人生。居住在中國最東邊小島上的三個青年馬浩漢（馮紹峰 飾）、江河（陳柏霖 飾）、胡生（高華陽 飾）。因爲人生面臨巨大變化，彼此心懷不同目的，離開島嶼踏上大陸，駕車開始一段未知的生命旅程。 
這是一段滑稽而又憂傷的旅程。他們經歷了友情，親情，愛情三大情感的困境與考驗。在路上，他們遇到各種人物體驗各種遭遇：依然追求夢想的兒時夥伴、十年戀愛長跑卻是另外結果的筆友、因信任他人而導致人財兩空等等。 
这段旅程让他们对于自我有了前所未有的思考，彻底改变他们的人生轨迹。马浩汉和江河坚持走到终点，最终走上了截然不同的人生道路。

## 演员表

### 演员表
| 演員   | 角色   | 介紹                           |
| 馮紹峰 | 馬浩漢 | 東極島青年                     |
| 陳柏霖 | 江河   | 地理老師，浩漢的朋友           |
| 鍾漢良 | 阿吕   | 騎摩托車環遊中國的東莞青年     |
| 陳喬恩 | 周沫   | 群眾演員                       |
| 王珞丹 | 蘇米   | 假妓女                         |
| 袁泉   | 劉莺莺 | 撞球館老闆，浩漢同父异母的姊妹 |
| 贾樟柯 | 三叔   | 蘇米的同黨                     |
| 白客   |        | 蘇米的同黨                     |
| 高华阳 | 胡生   | 浩漢和江河的朋友               |
| 孔連順 |        | 蘇米的哥哥                     |

### 职员表
- 出品人：方励；路金波；于冬
- 制作人：方励
- 导演：韩寒
- 编剧：韩寒
- 配乐：小林武史
- 摄影：廖擬
- 副導演（助理）：劉作濤；張研佳
- 藝術指導：劉維新
- 造型設計：黃育男；劉珺
- 编剧：張悅

## 音樂原聲
| 《後會無期》音樂 | 《後會無期》音樂                                       | 《後會無期》音樂 | 《後會無期》音樂         | 《後會無期》音樂 |
| 曲序             | 曲目                                                   |                  | 作曲                     | 演唱             |
| ---------------- | ------------------------------------------------------ | ---------------- | ------------------------ | ---------------- |
| 1.               | 東極島島歌 （片頭曲 改編自電影《波拉特》插曲）         | 韩寒             | Erran Baron Cohen        |                  |
| 2.               | 後會無期 （同名主題曲 改編自《The End of the World》） | 韩寒             | Arthur Kent / Sylvia Dee | 鄧紫棋           |
| 3.               | 平凡之路 （原創主題曲 樸樹10年沉澱原創新歌）           | 韩寒、樸樹       | 樸樹                     | 樸樹             |
| 4.               | que sera sera （插曲 亦是劇中「苏米」的手机铃声）      | Jay Livingston   | Ray Evans                | [ 註 1 ]         |
| 5.               | 女儿情 （插曲 引用並致敬《西游记》）                   | 杨洁             | 许镜清                   | 万晓利           |
| 6.               | 追月 （插曲 引用並致敬《大話西遊》）                   | 唐書琛           | 侯湘                     | 朱茵             |

## 影片制作

### 項目進程
前期籌備
從劇本、選景、到開拍，《後會無期》前後籌備四五年，無原著小說，影片講述的是一個新編原創故事。2014年1月6日，韓寒於微博發布了此片的拍攝計劃，並於2014年2月14日正式開機 。
演员加盟
2014年2月13日，韩寒公布了影片的第一位主演是陈柏霖。
2014年2月18日，陳喬恩加盟《後會無期》，成爲公布的第一位女演員。
2014年2月19日, 韓寒在微博上公布了其處女作電影《後會無期》第三位主演馮紹峰。
2014年3月19日，韩寒通过微博宣布电影的第四位演员：钟汉良。
2014年4月18日，韩寒在微博上公布了其处女作电影《后会无期》第五位主演袁泉。
2014年5月19日，韓寒證實演員王珞丹參演《後會無期》，並在某雜志訪談上稱“她是我的秘密”。
配乐确定
2014年3月20日，韓寒微博公布，由日本音樂鬼才小林武史爲《後會無期》配樂。
剧组杀青
2014年5月26日，剧组杀青。而2014年5月23日，冯绍峰在拍摄过程中意外受伤，肘部骨折，因此全片除冯绍峰的一场戏外已全部杀青。
物料發布
2014年5月29日，韓寒在微博上宣布定檔2014年7月24日，並發布首款先導預告片及海報。而首款預告片在發布24小時內，在某視頻網站的點播峰值達到340萬，超過了該網站此前全年預告片24小時點播峰值的總和，創造了紀錄。
2014年6月19日、7月10日、7月16日、7月28日，韓寒通過微博先後發布了電影插曲《東極島之歌》、主題曲《後會無期》、主題曲《平凡之路》以及系列片場故事《後會無期·張小喵片場日記》。

### 拍攝制作
投資成本
韓寒對技術著迷，使得《後會無期》制作費不斷超支，最終從開始預估的三千多萬到了快五千萬人民幣，加上宣傳、發行，總投入為8800萬元人民幣。影片拥有一个1204人的团队，主力团队以70后、80后为主。
轉場五次
為呈現《後會無期》的宏大視野與格局，劇組先後輾轉上海、四川西昌、內蒙古赤峰、浙江舟山普陀和東極島五地，從東邊到西邊，從零海拔的海平面到3500的赤峰，行程1萬多公裏，用了3個多月（共106天）時間完成影片的拍攝。
拍摄装备
用上最先进的装备，拍摄横跨海、陆、空，尤其使用了最先进的航拍技术，动用了各种移动平台、登陆艇以及重型直升机等。而且整个故事构建的地域时空都很宏大，拥有独特的电影质感。

### 幕后团队
| 出品公司         | 北京勞雷影業有限公司                       |
| 出品公司         | 杭州果麥文化傳媒有限公司                   |
| 出品公司         | 博納影業集團有限公司                       |
| 聯合出品公司     | 經緯（杭州）投資管理有限公司               |
| 聯合出品公司     | 海南海視旅遊衛視傳媒有限責任公司洋浦分公司 |
| 聯合出品公司     | 合一信息技術（北京）有限公司               |
| 發行公司         | 天津博纳文化传媒有限公司                   |
| 發行公司         | 华夏电影发行责任公司                       |
| 全案宣传营销公司 | 北京集智映像文化有限公司                   |

## 幕後花絮
- 最後定檔在724是因為諧音cheers，乾杯。另外，為了防止劇本泄露，劇本用了很多化名，包括《歡天喜地過大年》《情到深處人孤獨》《愛妳在心口難開》《至尊霹靂真豪情》等，每個演員拿到的那一部分都是不一樣的。[19]

- 片中，內蒙古大漠中出現了一個巨大的火箭尾噴管殘骸，作為主角離別心緒的點綴，這是韓寒臨時想出來的點子。這個大家夥十天之內就要，方勵讓自己的工業公司日夜趕工，焊成了尾噴管，再全部拆卸、裝箱，空運到內蒙古片場再組裝。“我以為是美術道具直接拿泡沫塑料什麽的做得像一點就行了。沒想到老方真的拿鋼鐵做了一個運過來。”韓寒說道。[20]

- 《後會無期》有很多重場戲是在韓寒的家鄉上海金山區亭林鎮取景，但他否認這部電影有著自傳色彩，“選擇在老家拍攝主要是因為好操作，我們找到的一個倉庫相比壹些拍攝棚要便宜壹些”。[19]

- 很多劇組工作人員說，影片拍攝已近尾聲，但從未見過韓寒發過火，即便發生了狀況，也從未見過他一臉怒氣大聲說話，“韓導笑起來是無害的，毫無攻擊力”。[19]

- 韓寒喜歡在演員的耳邊說悄悄話。對此劇組工作人員私下戲言：韓寒與男演員交流像是在“搞基”，與女演員交流則像是在泡妞。[19]

- 《後會無期》裏有大量駕車行駛在路上的戲份，但韓寒決定全片不采用漂移等炫技場面，不過常常在拍攝結束後，韓寒便把馮紹峰從車裏拽出來，自己鉆進去來個漂移或者甩尾解解癮。[19]

## 票房纪录
- 2014年7月24日，《後會無期》上映首日当天排片36.86%，全國排片33062場，居第一，並最終獲得票房7460萬元人民幣（其中，零點場410萬人民幣票房排名華語片第四）。[21] [22]

- 據中國電影報數據，《後會無期》上映首周（2014年7月24日-2014年7月27日），影片四天3.008億人民幣（周票房冠軍），為第五部首周過3億人民幣的國產片。[23]

- 據中國電影報數據，《後會無期》上映次周（2014年7月28日-2014年8月3日），票房收2.180億元人民幣（周票房亞軍），累計票房5.1880億元人民幣。[24] 於4天內突破3億元大關，再於7天內過4億元大關，《後會無期》破五億僅用時11天，次周六場均102人排在華語電影第三。在歷史數據中，《後會無期》是在非賀歲檔及國慶檔中最快破五億人民幣的華語電影。[25] [26] [27]

- 據中國電影報數據，《後會無期》上映第三周（2014年8月4日-2014年8月10日），票房收7900万元人民幣（周票房季軍），累計票房5.9780億元人民幣。[28]

- 首周六以場均95人創造了史上暑期檔的場均人次紀錄，之後該紀錄又被自己次周六以102人的場均所打破，累計的觀影人數在2000萬人次左右，[29]三周屢現影市“逆生長” ，“周末反彈”接連反彈。[30] 截至2014年8月12日，《後會無期》上映20天，累計收票房已過6億人民幣，居有統計以來國產片票房榜第十七。

| 上一届： 《小时代：刺金时代》 | 2014年中国内地一周票房冠军 第30週（7月21日-7月27日） | 下一届： 《白发魔女传之明月天国》 |

## 獎項
- 第51屆金馬獎（2014年）—“最佳電影原創歌曲獎”—朴樹《平凡之路》（獲獎）
- 第72届金球奖—“年度最佳外语片”—韩寒《後會無期》（入围首轮）
- 2014年度中国电影导演协会年度表彰评选—“年度青年导演”—韩寒《後會無期》（入圍）

## 评价
有觀眾認為本片是一部充滿韓式幽默元素的公路文藝片，也有人認為本片劇情拼湊感強，表達不完整。贊者認為影片有深度有風格，反對者認為影片做作無聊，看完一頭霧水。而專業影評人則對影片有不同的看法和解讀。
影評人“電影通緝令”寫到：“韓寒作為導演做了太多的準備，從風格化的鏡頭語言以及對於演員的調度，音樂的使用、意象的使用和讀白都像極了一個老手。而旅館那場戲對於蒙太奇的運用可謂獨到，加油站的群戲調度更是體現了導演的功底不俗。關於成長和責任，自由和追求、這部電影有太多的解構值得去細細品味。導演在每個人身上都投射了自己的影子，或多或少。把這上面所有人組合在一起，就是一個關於成長的故事。他們不斷告別，告別昨天的自己。又不斷有人湧入新的生活，昨天已成往事，所以只能寫進故事，演給世人看。”
影評人“支離疏”認為：“《後會無期》是一部不合格的處女作品。韓寒自己也說，不存在橫空出世的傑作，先前必定有大量的積累，厚積薄發之所謂。顯然，這部作品遠遠達不到傑作的水准，也談不上橫空出世。電影裏充斥著大量聰明機靈但無太多意義可言的台詞（或者說段子），韓寒對這類文字遊戲樂此不疲，他將博客雜文的技巧用於台詞寫作。這種刻意追求金句效果的台詞，對故事造成了嚴重的影響——抽離。全片的角色塑造扁平，情節寡淡——雖然不乏情節寡淡的佳作，但韓寒尚無這等功力。說《後會無期》有情懷，是什麽情懷？自由情懷？青春祭奠情懷？如果有情懷，那也在平淡似水、間雜幽默的劇情中被消解得奄奄一息。”
影評人馬馳 ：“《後會無期》只有表面上的感傷、似有若無的情懷和一個不只所雲的故事，乍看起來似乎有王家衛那種虛無的調調，其實表現出的是韓寒孤獨和空洞的內心世界。一個人的精神世界被外化成某些片段和畫面，這能有什麽意義呢？除了他自己，誰能知道他到底想要說些什麽。那就掠影浮光的看吧，崇拜他，就要去傾聽他，但不要探究它的意義。”

## 相關熱點
國民岳父
韓寒曾想過永遠都不曝光女兒韓小野的照片，但發現有媒體會找朋友買女兒的照片，一度對生活造成困擾，所以選擇在2013年光棍節當天在微博上曝光女兒韓小野萌照。之後，韓寒不知不覺便被眾網友封為“國民岳父”。2014年5月29日下午，韓寒在《後會無期》發布會時感慨地說：“這是大家對我女兒的喜歡，我覺得都是善意的，非常感謝。只是以前大家都叫我韓少，‘國民岳父’讓我覺得自己越來越老，過度真的太快了。”
神評論
韓寒發一條新浪微博，底下就有很多神評論、神回復，韓寒自覺非常驚艷，“我覺得一個人寫作成為作家並不光榮，光榮的是好多人一起成為作家”。在他看來，不少網友的回覆都非常有趣，“甚至有的超越了我自己想象力的邊界，看到他們的評論，我甚至還學到一些思維方式。這麽長時間以來，一直讓我自黑，其實我真的很黑，大家玩得開心就好。”
工地生活
- 工地頭：《後會無期》的片場被網友稱為搬磚工地，韓寒是工地頭。[39]
- 搬砖民工：從流傳出的片場花絮照片看，黑白色調下，主演男神們造型粗狂，少了以往的偶像形象，造型被網友戲稱為“民工搬磚風格”。[40] [41]
- 工地一枝花：拍攝片場，陳喬恩被大家稱為“工地一枝花”。[42]

韓式金句
《後會無期》中有很多韓寒式的金句臺詞，令人尋味，受大眾歡迎，除了被廣泛傳播，並被套用到許許多多的領域。臺詞及改編體在網上網下很流行。